# Guerra a muerte (Chile)
El término guerra a muerte fue gestado por el historiador chileno Benjamín Vicuña Mackenna en su obra La Guerra a Muerte, publicada originalmente en Santiago en 1868, aplicándose de forma generalizada para señalar la última fase de la guerra de emancipación chilena, llevada a cabo en la región centro y sur del país entre 1819 y 1832.
Durante la segunda campaña al sur de Chile y finalizada esta, los mapuches se vieron envueltos en esta guerra, tomando unos el bando de los republicanos chilenos y otros, la gran mayoría, el bando realista, en gran parte por respeto a los tratados firmados con la Corona española o bien por conveniencias económicas o políticas. Algunos grupos se desplazaron hacia el actual territorio argentino diseminándose por las pampas y el norte de la Patagonia oriental.
Entre los que apoyaron a los republicanos estaban los nagche o "abajinos", divididos entre los caciques Lorenzo Colipí y Venancio Coñoepán (Coihuepán), y los boroanos. En cambio, los realistas recibieron la ayuda de los caciques lafkenche o "costinos" Huenchukir, Lincopi y Cheuquemilla, de los pehuenche Martín Toriano, Chuika y Juan Neculmán, los lof huilliche del cacique Curiqueo de Truftruf, los  wenteche o "arribanos" de Mariwán (Juan Francisco Mariluán) y Mangin Wenu (Mañil Bueno o Juan Mangin Hueno).
El virrey del Perú, teniente general Joaquín de la Pezuela, encargó al teniente coronel Vicente Benavides, sostener la resistencia armada en las posesiones del sur, aprovechando el apoyo de los grupos indígenas. Este caudillo controló los territorios al sur del río Biobío dividiéndolos en tres frentes: los llanos centrales bajo su mando personal, el sector costero a cargo del sacerdote Juan Antonio Ferrebú y Escobar y la zona cordillerana a las órdenes de los hermanos Pincheira. 
Finalmente, después de varios años de enfrentamientos, Benavides fue definitivamente vencido en el combate de las Vegas de Saldías e intentó huir al Virreinato del Perú. Sin embargo, fue capturado y fusilado en febrero de 1822, por lo que lo sucedió el coronel Juan Manuel Picó. Ferrebú fue capturado y fusilado en septiembre de 1824 y Picó murió en combate en octubre. A partir de ese momento sólo quedaron unas cuantas montoneras, rindiéndose el teniente coronel español Miguel de Senosiaín y Ochotorena, en febrero de 1827. Sólo quedaron bandas de bandidos con poca relación con la causa realista, destacando los hermanos Pincheira, quienes siguieron activos en ambos lados de la cordillera de los Andes hasta su derrota en marzo de 1832.  

## Antecedentes

### Características
Después de la batalla de Maipú, las fuerzas chilenas siguieron la lucha contra las fuerzas irregulares realistas en la llamada guerra a muerte. Las fuerzas rioplatenses no participaron en estas campañas, ya que se concentraron en el norte del país para preparar la Expedición Libertadora del Perú, o pasaron de regreso a las Provincias Unidas del Río de la Plata.
La última fase de la guerra de independencia de Chile se caracterizó por el uso de montoneras realistas formadas por indios e inquilinos, que recibieron refuerzos del Virreinato del Perú para intentar reemprender otra campaña de guerra regular, y que ambas partes cometieron toda clase de crueldades. En efecto el estilo de la lucha era muy distinto al llevado a cabo en el Valle Central: en vez de grandes batallas entre ejércitos regulares se efectuaron saqueos, incendios, robos y emboscadas por doquier de parte de grupos paramilitares y guerrillas formadas por campesinos, exsoldados, indios, bandidos y personajes fronterizos deseosos de mantener el status quo colonial, logrado tras más de un siglo de paz y parlamentos casi sin interrupciones al que los indios se sentían obligados a respetar. Así, por ejemplo, milicias llamadas patrullas volantes cometieron toda clase de vejaciones en territorio araucano protegidas por el ejército patriota.

### Alianzas con los mapuches
Debido a esto último, la mayoría de las tribus araucanas peleó por el bando del rey Fernando VII de España. Clave para convencerlos fue el papel de los influyentes capitanes de amigos, mediadores entre españoles y araucanos que existieron hasta fines de la centuria. Además, estaba el factor religioso; Mariluán, cacique arribano muy poderoso e influyente era católico practicante y los misioneros franciscanos ejercían una fuerte influencia sobre él, en especial porque los caciques tendían a educar a sus hijos en sus escuelas. Los padres, de hecho, ejercían una gran influencia en todos los personajes fronterizos.
El 24 de octubre de 1811 se realizó un parlamento en Concepción, al que asistieron solamente trece caciques; allí se les comunicó a estos últimos por parte del gobernador el cambio de gobierno y la solicitud de apoyo, pero solamente los nagches (abajinos) y lafkenches (costinos) se comprometieron con las nuevas autoridades. Sin embargo, en otro parlamento llevado a cabo en Chillán por el brigadier realista Gabino Gaínza el 3 de febrero de 1814, este se comprometió a respetar los acuerdos alcanzados en el pasado y la frontera del Biobío, por lo que pehuenches, wenteches (arribanos), boroanos y costinos cuando fueron llamados a defender la causa realista movilizaron a sus guerreros. Así, lucharon por la causa monárquica costinos, arribanos, huilliches y pehuenches.
Hay que mencionar que también el coronel mayor (general) José de San Martín buscó congeniarse con los indígenas, convocando un parlamento el 30 de septiembre de 1816, donde asistieron 2000 pehuenches para obtener seguridad y guía para atravesar la cordillera, y así, en su famoso cruce de los Andes lo acompañaron 200 indígenas. Por su parte, el cacique abajino Venancio Coñuepán, permaneció a su vez toda la guerra del lado independentista Igual que su rival, el también abajino Lorenzo Colipí, con quien disputaba los privilegios que les daba el ejército chileno, siendo ambos enemigos irreconciliables de Juan Francisco Mariluán, jefe entre los arribanos. Junto con los abajinos, los boroanos también lucharon por la independencia.
Colipí también tuvo un inacabable conflicto con Juan Mangin Hueno por la hegemonía de la Araucanía. De hecho, en la última campaña de Benavides los butalmapus mapuches no participaron por la política del brigadier Ramón Freire de agudizar los conflictos tribales los había distraído con guerras entre loncos o caciques. Los arribanos tenían las ventajas de estar unidos bajo el mando de Mangin Hueno y Mariluán y contar con fuertes alianzas con los pehuenches, que controlaban los principales andinos, y pampas, gracias a los cuales entraron en contacto con los ranquelches (ranqueles) de Yanquetruz. En cambio, como ya se ha mencionado, los abajinos estaban divididos en meridionales, unidos por el clan Colipí de Purén, y septentrionales, del clan Coñoepán de Repocura, rivales entre sí, pero ambos aliados de los chilenos.

### Primeras guerrillas
Las montoneras realistas surgieron en la intendencia de Concepción en el invierno de 1813, mientras el brigadier Antonio Pareja era asediado en Chillán, las tropas patriotas tuvieron permiso para fusilar a prisioneros, saquear pueblos y quemar cosechas. Esto puso a la población del lado realista y los coroneles y hacendados criollos Clemente Lantaño y Luis de Urréjola Leclerc de Bicourt movilizaron a los inquilinos de sus haciendas en milicias. A mediados de 1814, cuando el coronel Mariano Osorio avanzó hacia Santiago de Chile esas fuerzas irregulares se sumaron a su ejército y los rangos obtenidos por sus oficiales fueron reconocidos.
Después de la batalla de Chacabuco, mientras las autoridades patriotas intentaban consolidar su poder en el centro del país antes de avanzar al sur, gran parte del territorio carecía de autoridades y se produjo un estallido de violencia social en toda la intendencia de Concepción, cada persona y comunidad debió autodefenderse de los asaltantes que a nombre de cualquier bando intentaban robarles. Cierta calma llegó en 1819, cuando los patriotas ocuparon esa intendencia.

## Fuerzas enfrentadas

### Realistas

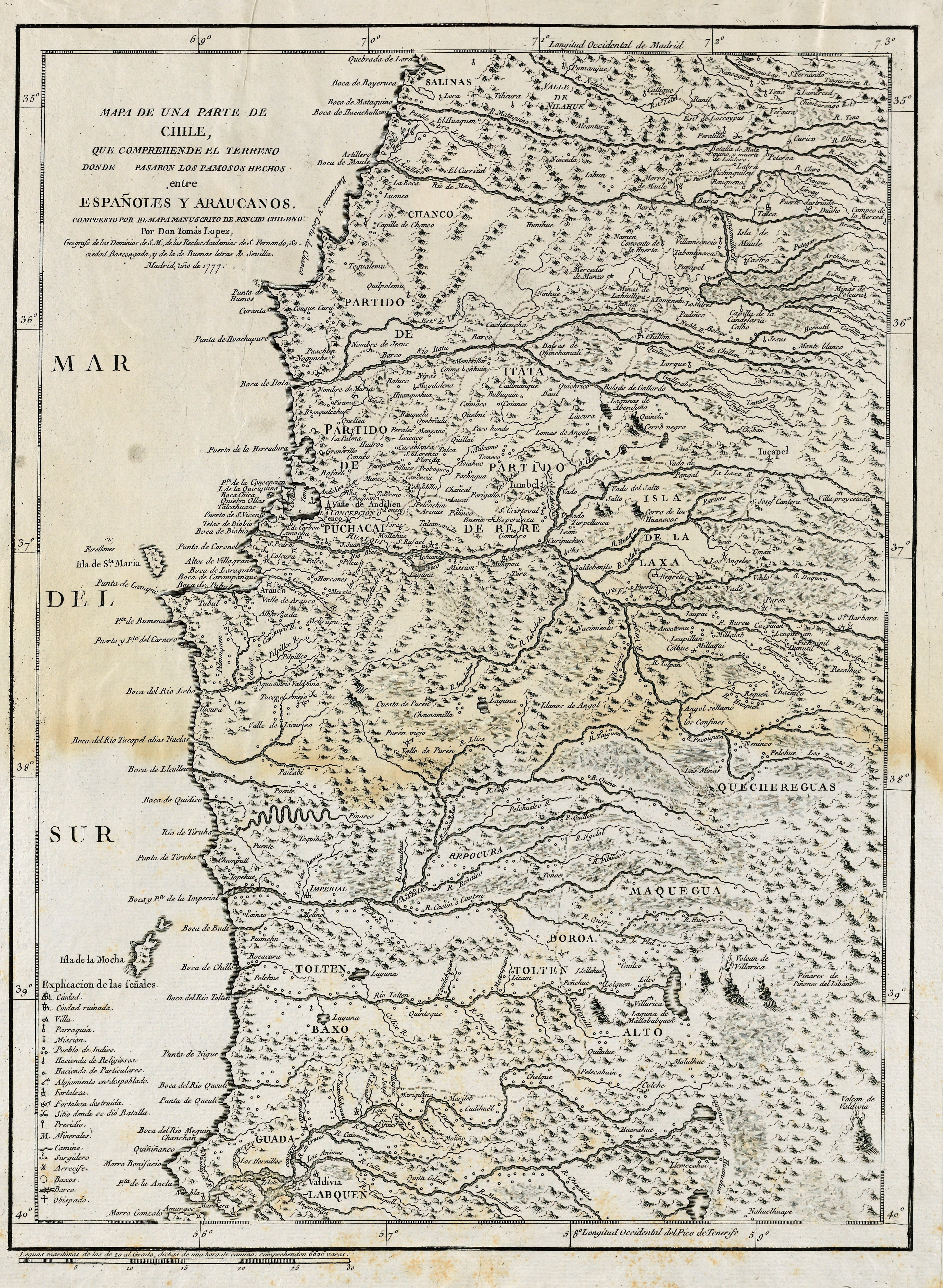
Mapa de una parte de Chile que comprende el terreno donde se llevaron a cabo las acciones de la Guerra a Muerte.

La vasta mayoría de los combatientes del ejército realista eran chilenos, seguidos muy por detrás por contingentes de peruanos y españoles. Acorde a estimaciones del autor Rafael de la Presa Casanueva, casi 30 000 nacionales combatieron bajo sus estandartes en el período 1813-1826 y otros 5000 a 8000 en 1826-1832. El profesor argentino, Norberto Ras, señaló que según rumores de la época, en fechas tan tardías como 1825 las guerrillas realistas de los Pincheira aún contaban con 10 000 montoneros, incluyendo varios miles de araucanos. Sin embargo, Jorge Fernández Chiti afirmaba que los Pincheira, al ingresar en las Provincias Unidas, no pasaban de 300 chilenos con carabinas y tercerolas y 1500 a 2000 lanceros pehuenches.
Después de su victoria en Tarpellanca, el 26 de septiembre de 1820, según el general de división chileno Agustín Toro Dávila los efectivos de Benavides sumaban 1800 soldados de línea, 3000 milicianos a caballo y al menos 2000 aliados indios. En un informe realista, las fuerzas de la montonera se componía del Real Cuerpo de Artillería (46 plazas), el regimiento de Infantería Montada (905), el regimiento Dragones de Nueva Creación (800), el batallón de la Concordia de Concepción (400) y doce escuadrones de milicias disciplinadas o «montoneros» (de 200 jinetes cada uno). En total, 4551 combatientes. Feliú Cruz reduce estas últimas unidades a siete pero mantiene el número de jinetes por escuadrón.
Basada en los datos anteriores, la historiadora y socióloga Silvia Mezzano afirmaba que cuando Benavides llegó ante Concepción, poco antes de su derrota, le seguía un ejército formado por la unión de varias montoneras: «4.000 hombres entre regulares y milicianos, acompañados de los: Pincheira, Hermosilla, Manuel de Sinosiain y Ochironela y Manuel Pinuer de Valdivia». En cambio, la historiadora argentina Emilia Riquelme Cortés analiza este informe: «se debe considerar que en esta cuenta no estaban incluidas las partidas indígenas y de formación mixta aliadas que sumaban otros cientos de hombres». Sin embargo, indica que no es totalmente fiable, pues los comandantes realistas pudieron exagerar sus fuerzas para darse credibilidad o solicitar más auxilios. Para ella, considerando estimaciones como la de Barros Arana, se puede «pensar en una movilización que seguramente sobrepasaba los dos mil hombres armados pero que no superaba los tres mil». En otro texto afirma «Gracias a este apoyo [de Quintanilla] logró Benavides reunir un Ejército bastante grande, que se estimaba estaba compuesto de 3.000 hombres, dispuestos a cruzar el Biobío y avanzar a Chillán, operación que se concretó a fines de septiembre de 1821» y «armó un ejército de casi 3.000 hombres».
Los historiadores chilenos Manuel Alejandro Ramírez Espíndola y Eduardo Téllez Lúgaro estiman que la guerrilla de Benavides había empezado con apenas menos de un centenar de seguidores en febrero de 1819, creciendo a cerca de un centenar a finales de ese año y pasando los 2500 al año siguiente. Su arrastre como caudillo le permitió contar con el apoyo de la «numerosa población civil emigrada a la Araucanía, la que suavemente se calcula en algo más de 10 mil personas», así como de los indígenas y el continuo flujo de desertores del ejército patriota, «el caudillo realista pudo levantar, año tras año, un importante contingente de soldados dispuestos a retomar a cualquier precio el control del país».
El historiador chileno Diego Barros Arana crítica el documento en su Historia General de Chile, afirmando que Benavides jamás tuvo más de 2000 a 2200 tropas, de las que 1500 estaban «regularmente reglamentadas» y el resto eran montoneros. Sin embargo, en una obra anterior, Estudios históricos sobre Vicente Benavides, afirmaba que era «el ejército más poderoso que hasta entonces había mandado» el caudillo, más de 3000 combatientes armados gracias a la captura de la fragata inglesa Ocean frente a Santa María en julio de 1821, haciéndose con 15 000 tercerolas, sables y fusiles destinados a los realistas peruanos. Gracias a esa captura, después de parecer definitivamente vencido en Concepción, Benavides consigue organizar un regimiento de Dragones de Nueva Creación (621 a 629 plazas), un escuadrón de Húsares de la Muerte (300), otro como escolta personal, escuadrón Guías (100), un piquete de tiradores veteranos (40) y un pelotón de infantes (100), este último incluía marineros capturados y enrolados a la fuerza. Existe un acuerdo en que eran muy indisciplinados pero hábiles en el saqueo, expertos aquel tipo de guerra «exterminio y desolación». Otro historiador chileno, Osvaldo Silva Galdames, creía que las guerrillas de Benavides sumaban unos 3000 montoneros en total.
El historiador francés Claudio Gay dice que su guerrilla sumaba cerca de 3000 hombres bien equipados, destacando 1200 húsares y dragones, estando estos últimos organizados en un regimiento muy reciente y formado con mucho empeño. Sus tropas incluían las tripulaciones de barcos que había capturado en los meses previos, cuando hizo piratería en las cercanías de la isla Mocha; para impedir deserciones, había fusilado a los capitanes y todo marinero que se negó a servirle. Además, gracias a sus contactos con el gobernador de Chiloé, brigadier Antonio de Quintanilla, recibió municiones y un par de piezas de artillería a cargo del capitán Senosiaín.

### Mapuches
Respecto de los araucanos, Presa Casanueva estimaba que a los realistas les deben sumar más de 10 000 guerreros mapuches que sirvieron a su causa, lo que coincide con una proclama de 1819 en que Benavides afirmaba disponer de 10 000 indios aliados. También con lo prometido al brigadier realista Gabino Gaínza en el parlamento celebrado en Quilín el 3 de febrero de 1814, cuando, deseosos de cumplir lo pactado en Negrete, en 1814 los caciques arribanos, abajinos y pehuenches prometieron suministrar a los monárquicos 6000, 3000 y 1000 guerreros respectivamente. Estos números coinciden con estimaciones realizadas a mediados del siglo XIX sobre la población y fuerzas de los butalmapu, aunque no existen datos precisos de su población por la falta de conocimiento del interior del territorio araucano.
También son verosímiles si se consideran los ejércitos movilizados en la época. Por ejemplo, el 18 de septiembre de 1818 los arribanos Magin Hueno y Mariluán y el coronel Vicente Antonio Bocardo y Santa María atacaron el fuerte Concepción con 3000 lanzas; o mucho después, en 1830 el poderoso cacique pehuenche Martín Toriano incursionó en las pampas con 2000 lanzas que incluían al huilliche Juan Calfucurá, aunque otros eruditos estiman que Toriano mandaba 4000 huilliche y pehuenche. Las diferencias entre las fuerzas de los butalmapu se pueden explicar en que la guerra de Arauco se desarrolló principalmente en la zona costera, forzando a gran parte de su población a emigrar al interior, y porque muchos indígenas del norte del Biobío se refugiaron en la Araucanía, beneficiando a abajinos y arribanos.
Por su parte, Coñoepán movilizó cerca de 2000 lanzas a inicios de 1821 para atacar a los aliados de Benavides, y en la década siguiente, durante una incursión en las pampas, contaba con el doble de guerreros. El clan Colipí podía reunir por su cuenta 1000 lanzas a mediados de la centuria.

### Patriotas
En 1819, el ejército republicano en La Frontera se componía de 1500 regulares y otros tantos irregulares, pero no controlaban gran parte de las zonas rurales de la provincia. Sin embargo, para el año siguiente, habían caído a menos de 1000 hombres distribuidos en Chillán, Concepción, Los Ángeles, Santa Juana y Yumbel que mal pagados y desvestidos no dudaban en desertar.
Según fuentes patriotas, en 1821 el Ejército del Sur pudo concentrar para una ofensiva veraniega no muy exitosa unos 1984 combatientes distribuidos en 80 artilleros, 983 soldados de a pie de los batallones N.º 1 de Infantería, N.º 1 de Cazadores de Coquimbo, N.º 3 de Infantería Carampagne y Guardias Nacionales, 921 jinetes de los escuadrones Húsares de Marte y Dragones de la Patria, las milicias de Concepción, Quirihue y caballería cívica y partidas de montoneros. En Concepción el coronel Juan de Dios Rivera tenía 1015 soldados pero carentes de armas, caballos, municiones y armas adecuadas, al igual que todas las fuerzas patriotas del sur, lo que motivaba a los soldados a pelear para obtener provisiones según Vicuña Mackenna.
Debe tenerse en cuenta que las milicias fronterizas eran de gran calidad. Sus habitantes estaban acostumbrados al uso de la lanza y el mosquete desde la infancia. Estas empezaron a movilizarse en cuanto se formó el primer gobierno autónomo, en 1810 y 1811, cuando Juan Martínez de Rozas propuso al cabildo capitalino «disciplinar» 10 000 milicianos en la provincia de Santiago y 6000 en la de Concepción.

## Primeras campañas de Vicente Benavides
Tras el embarco del brigadier realista Osorio y las tropas regulares al Perú, quedaron en Concepción y Talcahuano al mando del coronel Juan Francisco Sánchez 1100 a 1500 sobrevivientes, reforzados por 700 tropas traídas por la fragata María Isabel, bien entrenadas y equipadas. Poco después fue capturada el 28 de octubre de 1818. Deseosos los patriotas de acabar de una vez por todas con los realistas, el coronel José Matías Zapiola fue enviado con tropas desde Talca hacia el sur. Este partió el 7 de noviembre de Parral con 400 soldados. En su ofensiva tomó Chillán el día 13, pero temiendo una contraofensiva enemiga ordenó retroceder a sus tropas hasta el Maule, abandonando Chillán el 15 y dejando desguarnecida la zona entre el Perquilauquén y el Biobío. La guarnición de Chillán al mando del teniente coronel Clemente Lantaño, compuesta por 700 hombres, en su mayoría guerrilleros, evacuó la ciudad en dirección a Los Ángeles con la mayoría de la población.
El 18 de noviembre Sánchez ordenó la retirada de Concepción a Los Ángeles tras saber de la caída de Chillán, acompañado de 1600 hombres y cientos de civiles. Ahí supo ganarse el apoyo local y lanzó una ofensiva hasta el Maule aprovechándose de la actitud de Zapiola, logrando así Lantaño recuperar Chillán con 600 tropas. Esto motivó una contundente respuesta de parte de O'Higgins. Llegado a Parral el 22, tras perder más de cien hombres entre muertos y desertores, Zapiola fue relevado del mando por Freire, quien logró organizar más de 1600 hombres para detener a Sánchez y hacerlo retroceder hasta el sur del Itata.
Finalmente durante la segunda mitad de diciembre asumió el mando del ejército patriota del sur el brigadier Antonio González Balcarce quien trajo consigo numerosos refuerzos. Si bien la campaña se demoró por problemas de salud de Balcarce, el 15 de enero de 1819 un ejército patriota de 4000 unidades avanzó a Chillán forzando a los realistas a retroceder a Los Ángeles. A partir de ahí los patriotas dividieron sus fuerzas en dos: Freire avanzó hacia Concepción con la menor parte de sus fuerzas y Balcarce en cambio continuó su persecución, cruzando el río Laja el día 17 forzando a Sánchez a evacuar sus fuerzas en dirección a Valdivia. Estas eran una mezcla variopinta de elementos, soldados regulares y milicianos, a los que se les sumaban bandas de bandoleros e indios que aprovecharon la falta de un gobierno fuerte en la zona para dedicarse al robo. Sánchez, inteligentemente, supo atraerlos a su causa. Enterado de que tras apoderarse de Concepción los republicanos marchaban a aplastarlo, Sánchez intentó cruzar el río Biobío, pero fue atacado mientras lo intentaba el 19 de enero. Las tropas realistas en fuga eran unos 2000, perseguidos por 3000 hombres al mando de Balcarce (a los realistas los acompañaban dos mil civiles). Perdió a muchos de sus hombres pero con los restantes logró retirarse a Angol y de ahí hacia Tucapel, donde celebró un parlamento con los caciques araucanos locales que le prometieron su apoyo. Las fuerzas republicanas del brigadier Balcarce tomaron Los Ángeles el 20 de enero, pero agotadas decidieron no perseguir a sus enemigos, y el 31 terminaba su avance tras ocupar Nacimiento. Por su parte, Freire había seguido su campaña sin encontrar mayor resistencia que la de algunas guerrillas enemigas, hasta que entró el día 25 en Concepción. El lugar estaba casi despoblado, sin gobierno y todas las propiedades que quedaban eran víctimas del robo de delincuentes.
Durante la marcha al sur una buena parte de los realistas habían desertado, lo que habría sido total de no ser por la intervención de Vicente Benavides, quien logró reanimar a sus compañeros. Quedaban entonces cerca de mil realistas, mal armados, mal vestidos y con la moral por el suelo. Benavides convenció a Sánchez de no rendirse y continuar la guerra con todos los medios a su disposición. El 6 de febrero en Tucapel Viejo, Benavides era nombrado comandante militar de las tropas realistas de La Frontera, confiriéndole altos poderes. Por su parte Balcarce, considerando a los realistas vencidos, decidió volver con el grueso de sus fuerzas a Santiago, dejando a Freire como intendente de Concepción con una pequeña guarnición. Sánchez por su parte, siguió retrocediendo con el resto de sus regulares hasta llegar a Valdivia a fines de marzo.
El virrey del Perú, teniente general Joaquín de la Pezuela, encargó al teniente coronel Vicente Benavides para sostener la resistencia armada en las posesiones del sur, aprovechando el apoyo de los grupos indígenas. Benavides controlaba los llanos centrales personalmente, el sacerdote Juan Antonio Ferrebú el sector costero y los Pincheira la zona cordillerana. 
A partir de entonces, Benavides quedaría al mando de la guerrilla realista de la frontera, mediante la cual reforzó las posiciones españolas a fin de retardar a toda costa el avance patriota, tanto al interior del país como hacia el Virreinato del Perú, destino hacia donde se preparaba la inminente Expedición Libertadora. Rápidamente reunió unos 1700 hombres a los que se sumaron miles de lanzas, dirigidas por los caciques Mariluán, Maguin Hueno (arribanos), Chuica (pehuenches) y Catrileo (de Huillío).
De esta forma, se da inicio a la Guerra a Muerte, episodio violento y sanguinario de esta guerra, caracterizado por la devastación sistemática de La Frontera y el mantenimiento de una guerra de guerrillas, cuyo único objetivo era la destrucción total del adversario.

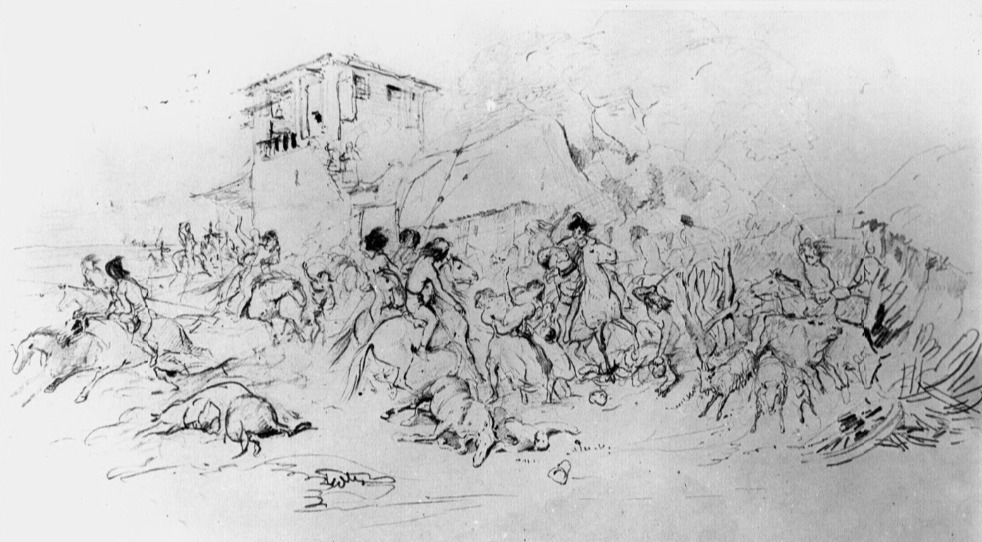
Ataque de los indios araucanos a un fuerte chileno, dibujo Mauricio Rugendas, c.1845.

Rápidamente Benavides reunió las tropas realistas dispersas en la región y sublevó la guarnición del fuerte de Santa Juana, donde estableció su cuartel general. Designó como su segundo al mando a Juan Manuel Picó, logró alzar a la mayoría de las tribus indígenas y bandoleros, a los que daba como paga el botín de los saqueos. A partir de entonces inició sus correrías, calificadas de extremadamente sanguinarias. En junio disponía de 800 jinetes apodados los Dragones de la Nueva Creación. El 19 de julio saqueó Tucapel, matando a los hombres y ancianas, raptando a las mujeres. Para capturarlo, el coronel Pedro Nolasco Victoriano a cargo de Chillán tomó la mayor parte de su guarnición en una expedición a Tucapel; Benavidez aprovechó entonces de atacar la ciudad el 18 de septiembre, pero los habitantes de la misma lograron defenderla con éxito. Cuando Victoriano lo supo, fue tras el caudillo realista, derrotándolo en Quilmo al día siguiente. La derrota no desalentó a Benavides o a Picó. Poco después, saqueó Nacimiento y Rere, mientras Picó era enviado al Perú a conseguir refuerzos y armamento para la reconquista del país.
Al poco tiempo el caudillo envió a un mensajero a negociar el intercambio de su esposa, Teresa Ferrer, presa en Concepción por Freire cuando ésta intentaba espiar los movimientos de las tropas republicanas, por 30 prisioneros capturados en Nacimiento y Rere. Freire aceptó, pero cuando Ferrer fue devuelta a su marido, este hizo asesinar a los prisioneros y a la escolta que iba por ellos. Enterado de esto, Freire salió en persecución de Benavidez, pero éste rápidamente retrocedió a Arauco. Freire decidió establecer una serie de guarniciones para vigilar la comarca, mientras el realista reorganizaba sus fuerzas, reclutando más hombres a la espera del retorno de Picó.

## Auge de Benavides
Con las nuevas traídas por Picó desde Perú, Benavides volvió a sentirse con la fuerza suficiente como para reiniciar sus guerrillas. Su lugarteniente había traído consigo también gran cantidad de armamento y dinero además de nombramientos y condecoraciones para los líderes realistas. Por el lado de los republicanos las cosas iban de mal en peor: se producían frecuentes motines, divisiones internas entre carrerinos y o'higginistas que se sumaban a la falta de tropas en el sur.
Debido a lo delicada que era su situación, Freire viajó a Santiago para pedir refuerzos personalmente. Pero solo recibió, aparte del ascenso a general de brigada, una compañía de granaderos a caballo. Las fuerzas patriotas quedaban en La Frontera distribuidas así:
- En Los Ángeles: el brigadier Pedro Andrés del Alcázar con un batallón más algunos cañones.
- En Tucapel: el teniente coronel Carlos O'Carroll con dos escuadrones de dragones a caballo.
- En Yumbel: un escuadrón de caballería.
- En Concepción: el coronel Rivera con dos batallones de infantería más alguna artillería
- En Talcahuano: una compañía de infantería.

Conocedor de que su enemigo merodeaba por Los Ángeles, Freire dispuso proteger el pueblo reforzando su guarnición con tropas del coronel O'Carroll, tropas de Yumbel y los refuerzos del norte traídos por el coronel Benjamín Viel. Estas tropas se concentraron en Rere para marchar a Los Ángeles, sabedores de la cercanía de una gran concentración de enemigos en la zona del Laja. El 22 de septiembre fueron emboscados a orillas del Laja y O'Carroll fue capturado. Viel y algunos jinetes lograron abrirse paso y llegar a Concepción. O'Carroll fue fusilado poco después.

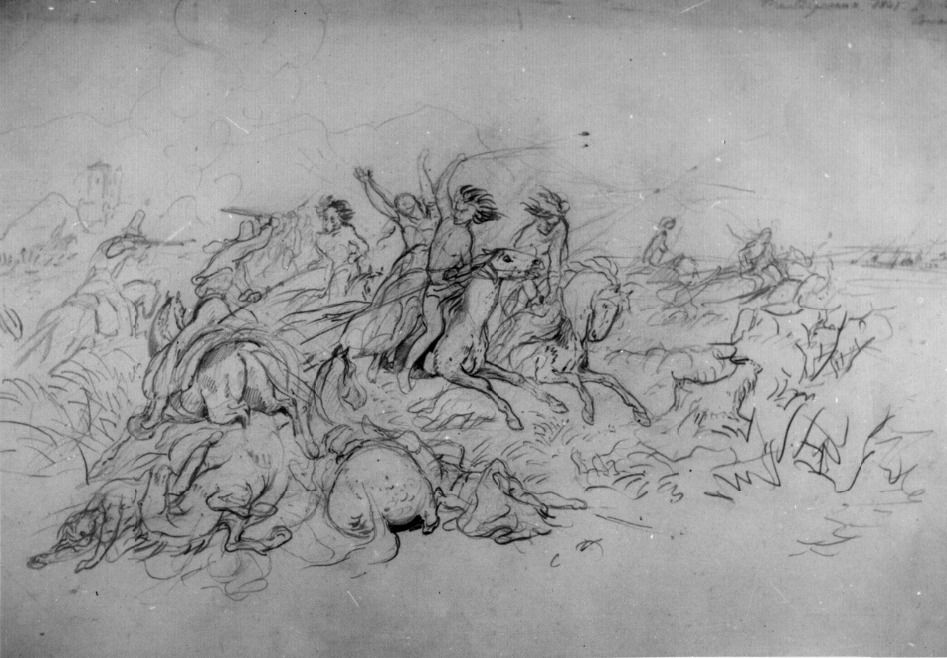
El ataque de los indios a un puesto chileno, dibujo de Mauricio Rugendas, c.1845.

De esta manera quedaba Alcázar aislado en Los Ángeles sin posibilidades de recibir ayuda. Si Benavides se apoderaba de dicha plaza, todas las tierras al sur del Biobío quedarían bajo su absoluto dominio. Para Alcázar la situación empeoraba cada día más. Era hostigado continuamente por los realistas y se le agotaban sus suministros. Consciente de que un ataque a gran escala se estaba gestando para cualquier día, decidió evacuar a población y sus tropas a Chillán. Una columna salió de Los Ángeles en dirección al norte, compuesta por 500 soldados y más de 1000 ancianos, mujeres y niños. Benavides reaccionó al instante: sus fuerzas empezaron a seguir a la columna esperando el momento y el lugar precisos para atacar. Pero no sólo eso, envió agentes dobles que convencieron a Alcázar de desviarse del camino seguido usualmente e ir al vado de Tarpellanca, junto al Laja. Cuando los patriotas estaban en pleno cruce del río, Benavides atacó. El comandante realista ofreció a Alcázar perdonar a los civiles si se entregaba, a lo cual el brigadier desesperanzado accedió. Tras esto, Benavides atacó y masacró a los civiles delante de Alcázar para luego proceder a lancearlo. A la tropa sobreviviente se le ofreció cambiarse de bando o morir, lo que fue aceptado por la mayoría.
Tras esto, Benavides controlaba toda La Frontera excepto el litoral. Tras dichos éxitos y con sus fuerzas tan poderosas, decidió acabar con el mismo Freire y apoderarse de Concepción mientras simultáneamente lanzaría ataques a Chillán y San Carlos. A finales de septiembre, mientras sus montoneras tomaban sus objetivos secundarios, Benavides mismo marchaba con el grueso de sus fuerzas a Concepción, ciudad que ocupó el 2 de octubre. Tras esto decidió asediar Talcahuano, puerto clave para abastecerse y donde se había refugiado Freire y el grueso de sus tropas.
Conocedor de su delicada situación y sabedor de que los refuerzos pedidos a Santiago llegarían demasiado tarde, Freire decidió lanzar un ataque sorpresivo para aliviar el cerco que sufría el puerto. En el combate de Las Vegas de Talcahuano (25 de noviembre) pudo darse cuenta de la mala calidad de las tropas realistas, por lo que decidió lanzar un ataque masivo dos días después, sorprendiendo a Benavides. Este rápidamente reaccionó y la batalla se hizo muy disputada. Sólo cuando las antiguas tropas de Alcázar decidieron cambiar nuevamente al bando patriota, ésta se definió como una decisiva victoria republicana. Benavides perdía así a 1700 de sus "soldados de línea", sus mejores unidades.
El caudillo alcanzó a huir, pero con sus fuerzas destrozadas completamente. Freire sin embargo, no aprovechó su oportunidad para acabar con él de una vez por todas y entró en negociaciones, lo que le dio la oportunidad de rearmar y reorganizar su ejército.

## Caída y ocupación de Valdivia

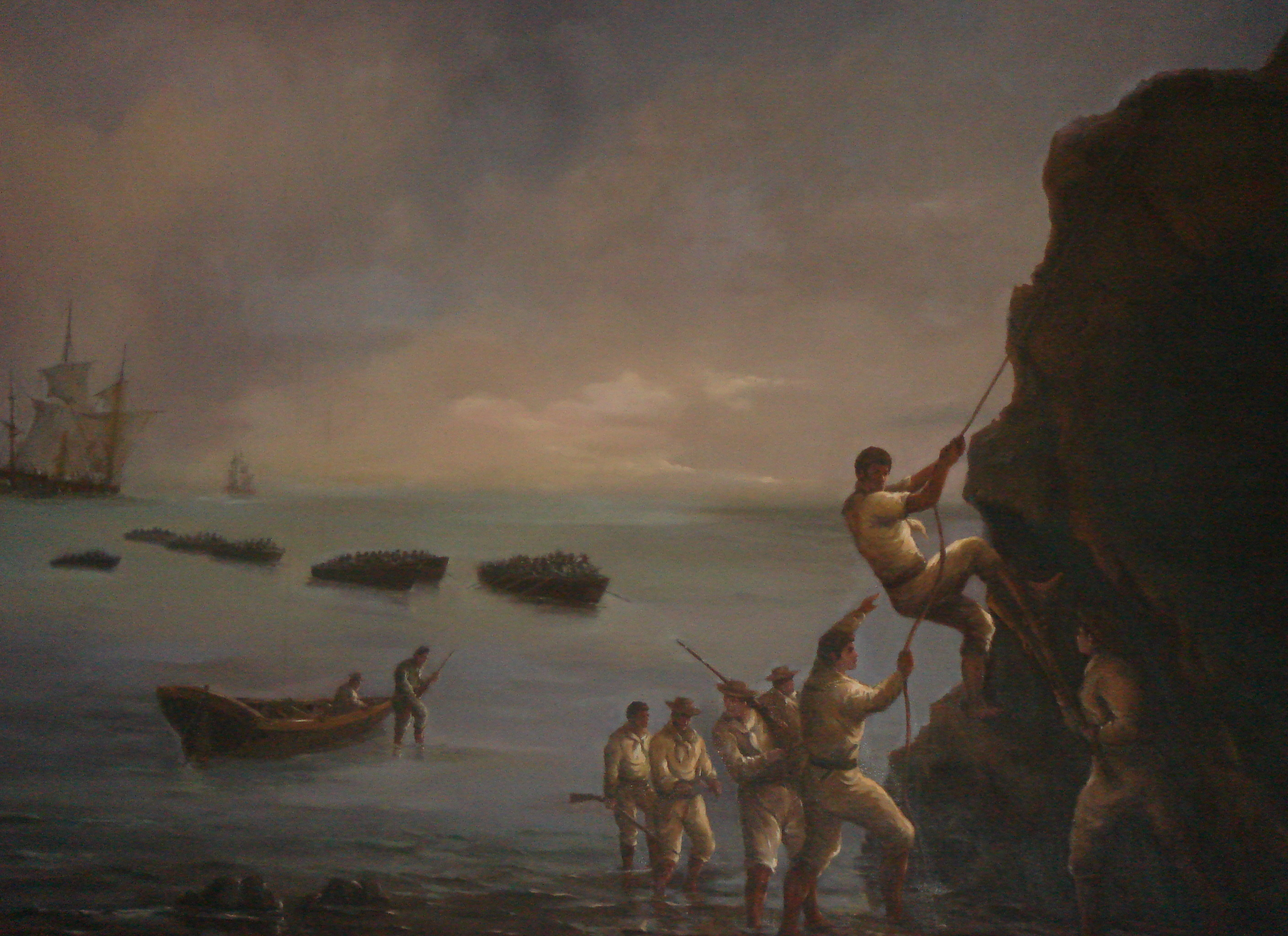
La toma de Valdivia.

El gobierno chileno había realizado grandes esfuerzos en equipar su nueva escuadra, proveyéndola de municiones y víveres, pero no lograba encontrar buenos marineros y oficiales. Bajo el mando de Manuel Blanco Encalada, en la escuadra chilena reinaba la indisciplina.
El coronel Álvarez Condarco, enviado a Londres, contrató al marino Thomas Cochrane, para dirigir la escuadra chilena en formación. Este último llegó a Chile en noviembre de 1818.
En septiembre de 1819 zarparon de Valparaíso con rumbo al Callao cinco buques comandados por Cochrane. El puerto estaba defendido en tierra por 2000 hombres y 128 cañones, y por mar mediante cinco buques. Tras fracasar en un ataque con cohetes, capturó la goleta Moctezuma. Desde allí navegó hacia el norte, donde el general Miller ocupó unos días la ciudad de Pisco y luego se dirigió hacia Guayaquil.
De regreso al sur con dos buques, Navegó 27 días desde Guayaquil hasta que el 17 de enero de 1820 avistó la costa cercana a Valdivia con la idea de apoderarse del bastión realista. La escuadra se presentó en la bahía de Valdivia con bandera española. Con esto consiguió capturar un bote que fue a recibir al supuesto navío español. Los realistas no sabían que la desarmada "Maria Isabel" había sido rearmada y reflotada. Lord Cochrane aprovechó a los marinos capturados para recabar información sobre las defensas y el sistema de fuertes de Valdivia. Al salir de la bahía, Cochrane capturó al bergantín “Potrillo” que llegaba de Chiloé con un socorro de 20 mil pesos y otros artículos.
Posterior a aquello, el almirante partió rumbo a Talcahuano donde informaría al general O'Higgins sobre sus planes y solicitaría al jefe de la zona, el general Ramón Freire 250 soldados para emprender la que parecía una descabellada aventura. Freire accedió a la petición pese a estar él en una situación no muy buena debido a la campaña con Benavides.
Luego de eso, Cochrane se dirigió al sur y atacó la ciudad de Valdivia, que permanecía en manos realistas y funcionaba como cuartel general de los españoles en el sur. Perdió a uno de los buques que tenía al encallar y por tener que realizar trabajos duros para sacarla de esa situación, pero con la Moctezuma y la tripulación de ambas atacó los fuertes que guarnecían la ciudad. Avanzando de fuerte en fuerte, logró llegar a la ciudad, que capturó el 4 de febrero de 1820.
Con la caída de Valdivia y su incorporación a la República de Chile, la Corona española perdió un importante enclave en su antigua colonia. Las montoneras realistas que aún defendían la causa del Rey al sur de Chile perdieron su principal base de suministros, y la Guerra a Muerte entró en una etapa decisiva.

## Últimas campañas de Benavides

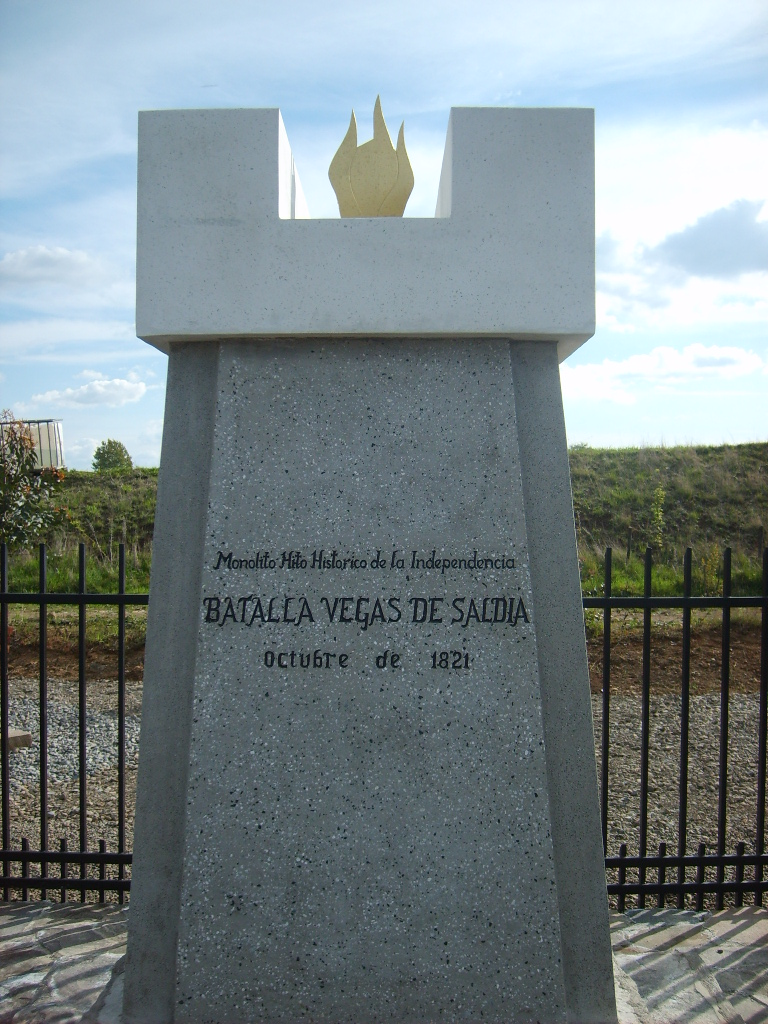
Monolito en Pinto, Región de Ñuble, que recuerda el Combate de las Vegas de Saldías. Este enfrentamiento significó el fin de las campañas de Benavides.

Tras su derrota, Benavides reorganizó sus fuerzas y volvió al combate. Sin embargo, llegaron también refuerzos patriotas al sur y un personaje clave, el coronel Joaquín Prieto. El 12 de diciembre de 1820 llegó a Chillán y de inmediato reforzó las guarniciones de dicha ciudad y Yumbel. Mientras los realistas lanzaron ataques contra Los Ángeles, Nacimiento, Santa Bárbara, Purén y Tucapel Nuevo, saqueándolos con 2000 a 2500 hombres, una gran tropa dirigida por Picó cruzó el río Laja para atacar Chillán. Prieto se enteró y salió a enfrentarlos, derrotando a un alto costo a Picó cuando este cruzaba el río Chillán.
Tras esto, Prieto envió a su caballería al fuerte de Arauco desde donde Freire lanzó varias excursiones al interior de la Araucanía. Para debilitar a su rival, declaró la amnistía para todo realista que se desmovilizara, lo que fue aceptado por muchos de ellos. Durante 1821 Benavides logró capturar varios barcos, apoderándose de un gran botín, en especial el bergantín Ocean, que llevaba más de 15 000 fusiles, sables, carabinas y municiones para el ejército del virrey en el Callao. Con esto logró armar un nuevo ejército de 4000 seguidores, más la alianza de varios caciques araucanos. Seguro de su victoria, organizó un gobierno colonial con él a su cabeza, reanudando los combates y asaltos en la primavera; esta vez dio a prioridad a Prieto a quien consideraba más peligroso que Freire. Ese año las fuerzas republicanas en el sur aumentaron a 2000, aunque con poca ayuda de la capital. El 21 de enero en Lumaco Coñoepán venció a su rival Catrieleo, cacique realista, pasando a enfrentarse al poderoso Mariluán.
A inicios de septiembre, el caudillo cruzó el Biobío con dirección a Chillán seguido por 1500 combatientes. Prieto se enteró de esto y salió a enfrentarlo a campo abierto. Cuando los realistas cruzaban el río Chillán en las Vegas de Saldías, fueron sorprendidos por la carga de la caballería del capitán Manuel Bulnes, quedando desorganizados. Esta oportunidad fue aprovechada por Prieto para atacar con su disciplinada infantería perfectamente formada en línea de combate. Benavides fue completamente derrotado y apenas logró escapar. Prieto lo persiguió hasta el Biobío.
El 28 de diciembre los indígenas aliados de Benavides lanzaron una ofensiva contra la comarca del Laja, saqueando varios pueblos pero el caudillo realista, conocedor de que ya no tenía posibilidades de vencer, puesto que Picó y otros oficiales se sublevaron en su contra, pidió la paz y hasta se ofreció a pacificar la región a nombre del gobierno republicano, pero Prieto lo rechazó e inició la búsqueda de este y sus lugartenientes. Benavides decidió entonces escapar en un lanchón en dirección a Perú, pero cuando recaló en Topocalma fue denunciado por el capitán, encarcelado y llevado a Santiago, donde fue ahorcado el 23 de febrero de 1822. Su cuerpo permaneció todo el día colgado y luego fue descuartizado y sus restos fueron exhibidos como escarmiento en La Frontera. Un mes después, el 27 de marzo, el coronel y hacendado realista Vicente Bocardo se rindió y los patriotas entraron en el principal campamento de la guerrilla, Quilapalo, poblado por tres a cuatro mil personas, en su mayoría refugiados de Concepción, Yumbel y Los Ángeles, ocultos ahí desde 1819, todos en pésimas condiciones de salud.
Seguro de que esta victoria era definitiva, Bernardo O'Higgins envió un negociador a Antonio de Quintanilla, gobernador realista de Chiloé, el 20 de julio para que capitulara, pero este se negó. Además, los realistas en Valdivia se alzaron en armas el 15 de noviembre, pero fueron vencidos pocas semanas después por el gobernador de la ciudad, mayor Jorge Beauchef.
Aunque con la muerte de Benavides se tiende a considerar el fin de las operaciones bélicas en la región, en realidad los mapuches de la región continuaron con sus campañas de saqueo. Los jefes y soldados realistas sobrevivientes se refugiaron entre ellos, pero ya habían dejado de ser tropas que peleaban por la causa del rey para convertirse en simples bandas de bandidos. Los comandantes criollos de las guerrillas eran los chillanejos José María Zapata y Gervasio Alarcón, el comerciante de Talcahuano Mariano Ferrebú (hermano del cura), un balseador de Santa Juana, un hijo de Fermín Zorondo de Los Ángeles, el resto de los jefes eran peninsulares. Durante aquel año de 1822 fueron capturados y ejecutados Zapata, Elizondo, Rojas y Mariano Ferrebú, entre otros. Entre finales de 1821 e inicios de 1822 Bulnes desde Concepción con 500 hombres (más una hueste de Coñoepán) y Prieto desde Chillán con 1000 incursionaron en la Araucanía. Picó consiguió poner en armas a 800 lanzas boroanas con las que rechazo una incursión. En octubre de 1822 el cura Ferrebú reunió 800 costinos asedio simultáneamente los fuertes de San Pedro, Colcura y Arauco. Solo la llegada de refuerzos impidió la caída de las guarniciones.
El gobierno de Santiago estaba deseoso de anexar el archipiélago de Chiloé, desde donde salían buques corsarios a asaltar las costas chilenas, pero para eso debía pacificar Arauco primero. El cacique aliado del gobierno, Cayehuepán, derrotó al caudillo realista, el cura Juan Antonio Ferrebú, en Tucapel el Viejo el 21 de febrero de 1824. Meses después Ferrebú fue capturado y fusilado el 2 de septiembre. Durante ese año, Picó fue muerto tras una larga persecución. Las fuerzas de ambos caudillos muertos pasaron a unirse en buena medida a las de los Pincheira.
Sin embargo, entre 1825 y 1827 las montoneras de los Pincheira, del cacique arribano Mariluán y del teniente coronel español Miguel de Senosiaín lanzaron varias excursiones. El gobierno las combatía decididamente y a partir de 1826 el comandante en jefe de La Frontera, brigadier José Manuel Borgoño, lanzó una serie de campañas contra las bandas en el sur. Los Pincheira fueron derrotados y tuvieron que refugiarse en Neuquén desde donde siguieron por varios años sus acciones. Senosiaín se rindió y fue indultado. Mariluán se sometió vencido y murió en paz en 1836.

## Los montoneros Pincheira
Luego de la independencia de Chile, una parte de las fuerzas mapuches que lucharon principalmente en el bando realista, procedieron a emigrar hacia la región pampeana argentina conformando la Confederación boroana. Hacia 1823 comenzaron a asentarse en las Salinas Grandes, Guaminí y en la sierra de la Ventana. Formaron una alianza con pehuenches y el grupo realista de los hermanos Pincheira. La montonera realista de los Pincheira estaba integrada por aproximadamente 1000 hombres. En esos momentos la banda había pasado de luchar por la causa del Rey a ser un simple grupo de bandoleros bien armados.
Pero a partir de 1826 fueron forzados a buscar refugio en el actual Neuquén con 300 chilenos armados con carabinas y tercerolas junto a 1500 a 2000 lanceros pehuenches. Para evitar ser atacados o dividirse avanzaron por la pampa hasta que se instalaron entre las tolderías de los vorogas o boroanos ubicadas en Chadileuvú y Salinas Grandes. Estos fueron sus aliados desde 1818 hasta 1821 cuando, derrotados los realistas y acosados sin cesar por los abajinos, se vieron forzados a migrar a las pampas en masa. En septiembre de 1826 atacaron las haciendas de Dolores, Chascomús y Monsalvo robando todo el ganado y rescataron a todos los presos del presidio de Santa Elena. En 1827 el cacique arribano Maguín Hueno se negó a apoyarlos, pero dos años después cambio de opinión y les prestó su ayuda junto a los vorogas y pehuenches en varias incursiones a ambos lados de los Andes. Incluso intentaron tomar a Chillán pero durante la marcha, al ver que esto sería cuando menos muy costoso, su principal aliado, Mariluán, los abandono y fracasaron.
Realizaban sus correrías en la Cordillera de los Andes y en los valles aledaños a Chillán, saqueando tierras entre el Biobío y el Cachapoal, llegando incluso hasta San Luis y Carmen de Patagones, en Argentina, durante 1829. Pero poco después, el gobernador bonaerense, Juan Manuel de Rosas logró una alianza con los vorogas, que abandonaron a los Pincheira. Los cuatreros tuvieron que buscar refugio con sus últimos aliados, los pehuenches del jefe Chuica.
En 1832 Manuel Bulnes partió al mando de una expedición de 1000 hombres para derrotarlos, atacando por sorpresa su campamento en las lagunas de Epulafquen, matando a más de 200 bandidos. Fue el fin de la banda.

## Consecuencias
Al finalizar la Guerra a Muerte se logra la aniquilación de los realistas que se negaban a rendirse y el control definitivo de la zona centro sur de Chile hasta las orillas del río Biobío.
Si bien es cierto que aún quedaban soldados realistas al sur, éstos sólo se dedicaron al vandalismo y pronto serían derrotados en campañas posteriores que lanzaría el gobierno chileno contra las bandas de Senosiaín y los hermanos Pincheira, siendo derrotada la última de estas bandas en el año 1832 en Lagunas de Epulafquen, en la Provincia del Neuquén.
En 1825 se logra la paz con los mapuches con el Parlamento de Tapihue con lo que se logra acordar el estatuto que regularía las relaciones entre la naciente República de Chile y el pueblo mapuche encabezado por el lonko Francisco Mariluán, quien dejó de apoyar las bandas realistas que aún se resistían en el sur. En el parlamento celebrado también se establece como frontera de ambos pueblos el río Biobío.
La guerra provocó la emigración masiva de varias tribus araucanas a la pampa argentina, en particular los boroanos que lucharon del bando del rey. También los costinos, en cuyo territorio se desarrolló la mayor parte del conflicto, siendo muchos de ellos forzados a huir al interior.
La guerra también había traído consigo el secuestro de unas 20 000 personas por parte de las fuerzas de Vicente Benavides, los Hermanos Pincheira y sus aliados indios. Al ser derrotados los realistas, conseguir la paz definitiva con los indios y derrotar a los Pincheira, se lograría rescatar a esas personas.
En conclusión, la Guerra a Muerte fue extremadamente sangrienta y destructiva, se sufrió la pérdida de muchas vidas, tanto de militares como civiles. Los campos del sur quedaron devastados por los enfrentamientos, afectando la agricultura, cosa que obligó al Estado a buscar otra fuente económica para la recuperación del país recién nacido.